# 恩尼加爾迪-娜娜博物館
恩尼加爾迪-娜娜博物館（英語：Ennigaldi-Nanna's museum）被部分歷史學家推測為第一座博物館，據估計成立於前530年。此博物館的策展人為新巴比倫王國最後一任國王那波尼德的女兒恩尼加爾迪公主，座落於烏爾，也就是現今伊拉克的濟加爾省，大約位於烏爾大神塔東南方150（490英尺）處。

## 歷史
當考古學家在烏爾的宮殿與寺廟建築群發掘時，確認有數十件文物的年代相差幾十個世紀；由於它們帶有最終確認為「博物館標籤」的文物，而被認定為屬於博物館的物件。這些標籤為黏土鼓狀圓筒，並附有三種不同的語言。恩尼加爾迪的父親那波尼德是一位古文物收藏家與修復師，曾教導她如何鑑賞文物；他也是已知首位嚴謹的考古學家，促使恩尼加爾迪成立具有教育性質的古代博物館。
包含博物館在內的宮殿地面皆屬於稱為伊-吉格-帕爾（E-Gig-Par）的古代建築，該建築也包含公主的生活區域；而宮殿地面也包含了其附屬建築。

## 展示文物
當考古學家倫納德·伍利發掘博物館的遺址時，發現展示文物附有解說牌，這些標籤採用了平板與黏土鼓狀圓筒。許多文物原本是由恩尼加爾迪的父親那波尼德發掘出來，其文物中最早的年代為前20世紀。部分文物由前任國王尼布甲尼撒二世收集而來，也有部分文物則是由恩尼加爾迪公主親自發掘。
恩尼加爾迪將這些文物存放在她所居住宮殿鄰近的寺廟中。她利用博物館的文物來解釋烏爾地區的歷史以及她所屬王朝的物質方面遺產。
在該博物館中所發現文物附帶的「解說牌」（歷史學家已知最古老的解說牌）為粘土圓柱體，上有三種不同語言的描述文字，其展示出來的文物有：
- 卡西特（Kassite）時期的界標庫杜如（英语：kudurru）（刻有蛇與不同神祇的徽章）；
- 國王舒爾吉的局部雕像；
- 拉爾薩地區建築物的局部黏土錐[2]。

## 來源
- Anzovin, Steven, Famous First Facts 2000, ISBN 0-8242-0958-3
- Britannica Encyclopaedia, The new encyclopaedia Britannica, Volume 2, Edition 15, Encyclopædia Britannica, 1997, ISBN 0-85229-633-9
- Casey, Wilson,  Firsts: Origins of Everyday Things That Changed the World, Penguin, 2009, ISBN 1-59257-924-8
- HarperCollins, HarperCollins atlas of archaeology, Borders Press in association with HarperCollinsPublishers, 1997, ISBN 0-7230-1005-6
- Harvey, Edmund H., Reader's Digest book of facts, Reader's Digest Association, 1987, ISBN 0-89577-256-6
- León, Vicki, Uppity women of ancient times, Conari Press, 1995, ISBN 1-57324-010-9
- McIntosh, Jane, The Practical Ararchaeologist: How We Know What We Know About the Past, Turtleback Books, 2001, ISBN 0-613-29324-X
- Nash, Stephen Edward (editor), Field Museum of Natural History (author), Curators, collections, and contexts: anthropology at the Field Museum, 1893-2002, Field Museum of Natural History, 2003, Issue 36 of Fieldiana: Anthropology, Volume 1525 of Publication (Field Museum of Natural History)
- Woolley, Leonard, Ur "of the Chaldees": the final account, Excavations at Ur, Herbert Press, 1982, ISBN 0-906969-21-2
- Woolley, Leonard, Excavations at Ur – A Record of Twelve Years Work by Sir Leonard Woolley, Ernest Benn Limited, 1955, printed in Great Britain